# Suavegotha
Suavegotha – córka Zygmunta I (zm. 526), króla Burgundów i jego żony, nieznanej z imienia, córki Teodoryka Wielkiego (zm. 533), króla Ostrogotów. Została żoną Teuderyka I króla Franków. Z tego związku urodziła się córka Telchyda. 